# Palmer (Massachusetts)
Palmer és una població dels Estats Units a l'estat de Massachusetts. Segons el cens del 2000 tenia 12.497 habitants.

## Demografia
Segons el cens del 2000, Palmer tenia 12.497 habitants, 5.078 habitatges, i 3.331 famílies. La densitat de població era de 153 habitants/km².
Dels 5.078 habitatges en un 31,6% hi vivien nens de menys de 18 anys, en un 48,5% hi vivien parelles casades, en un 12,3% dones solteres, i en un 34,4% no eren unitats familiars. En el 28,7% dels habitatges hi vivien persones soles el 13% de les quals corresponia a persones de 65 anys o més que vivien soles. El nombre mitjà de persones vivint en cada habitatge era de 2,45 i el nombre mitjà de persones que vivien en cada família era de 3,01.
Per edats la població es repartia de la següent manera: un 25,2% tenia menys de 18 anys, un 6,8% entre 18 i 24, un 30,5% entre 25 i 44, un 22% de 45 a 60 i un 15,5% 65 anys o més.
L'edat mediana era de 38 anys. Per cada 100 dones de 18 o més anys hi havia 88,9 homes.
La renda mediana per habitatge era de 41.443 $ i la renda mediana per família de 49.358$. Els homes tenien una renda mediana de 35.748 $ mentre que les dones 26.256$. La renda per capita de la població era de 18.664$. Entorn del 5,8% de les famílies i el 7,9% de la població estaven per davall del llindar de pobresa.

## Fills Il·lustres
- Raymond Wilder (1896-1982), matemàtic